# (68853) Vaimaca
(68853) Vaimaca (2002 HA9) – planetoida z pasa głównego asteroid okrążająca Słońce w ciągu 4,39 lat w średniej odległości 2,68 j.a. Odkryta 19 kwietnia 2002 roku.